# شاردین
شاردین، روستایی از توابع بخش مرکزی شهرستان رامهرمز در استان خوزستان ایران است.
زبان مردم این روستا لری می باشد و از ایل بهمئی ، طایفه ی خواجه امیری ها هستند. شغل اکثر آنها کشاورزی و دامداری می باشد.

## جمعیت
این روستا در دهستان حومه‌شرقی قرار دارد و براساس سرشماری مرکز آمار ایران در سال ۱۳۸۵، جمعیت آن ۱۲۴ نفر (۲۱خانوار) بوده‌است.